# Pseudhemithea euopla
Pseudhemithea euopla là một loài bướm đêm trong họ Geometridae.